# Palácio Nacional de Sintra

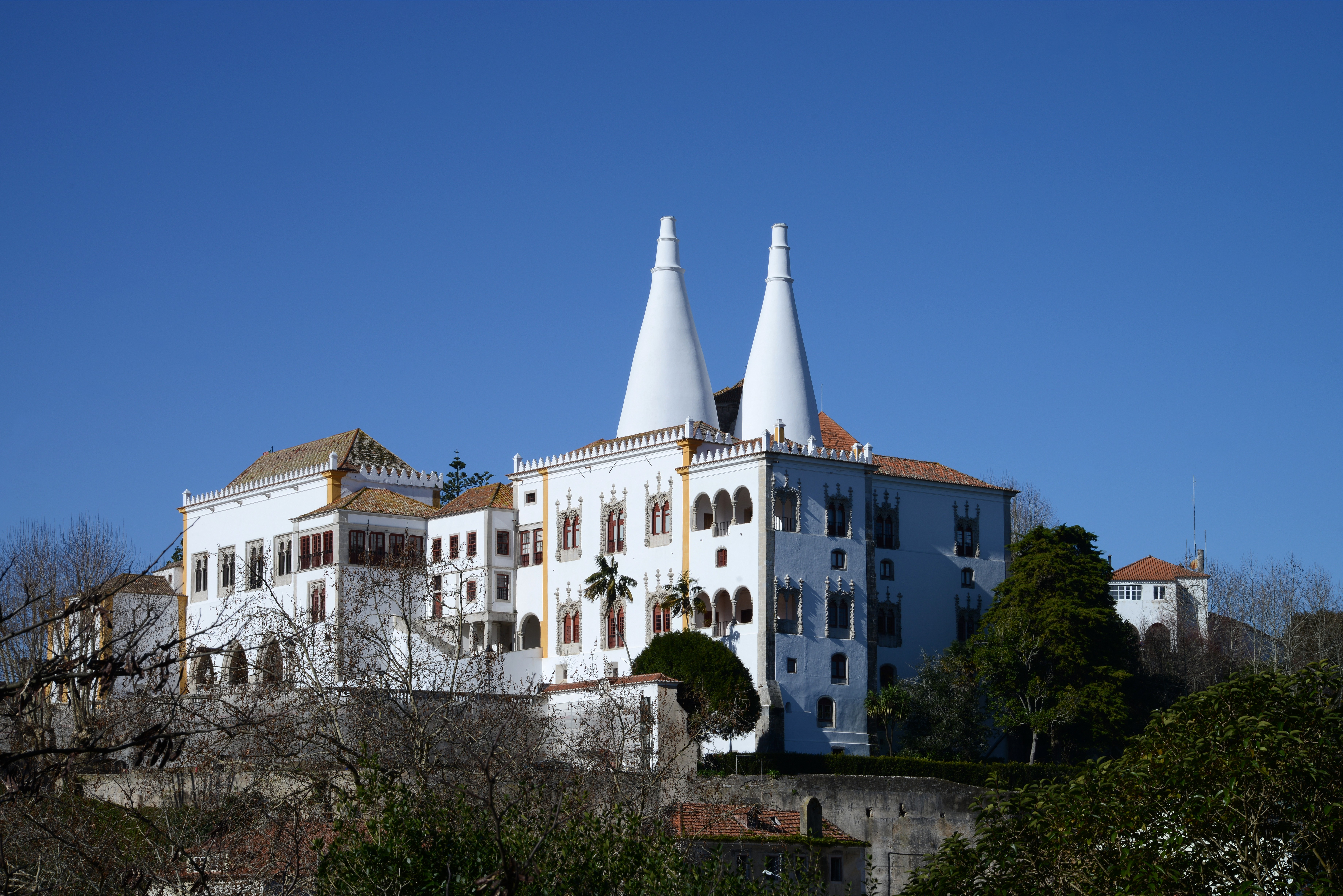
Der Palácio Nacional de Sintra mit den emblematischen konischen Schornsteinen der Palastküche

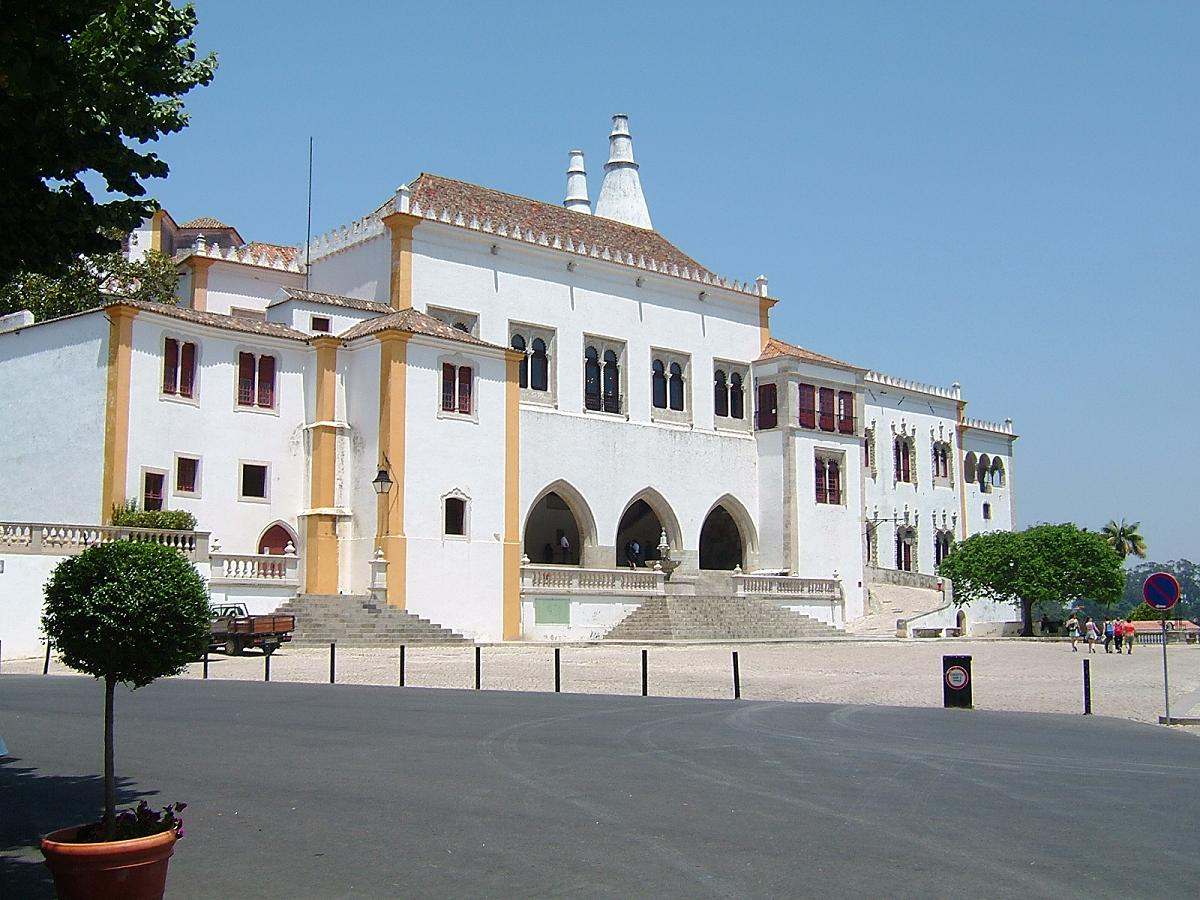
Fassade des Palácio Nacional de Sintra

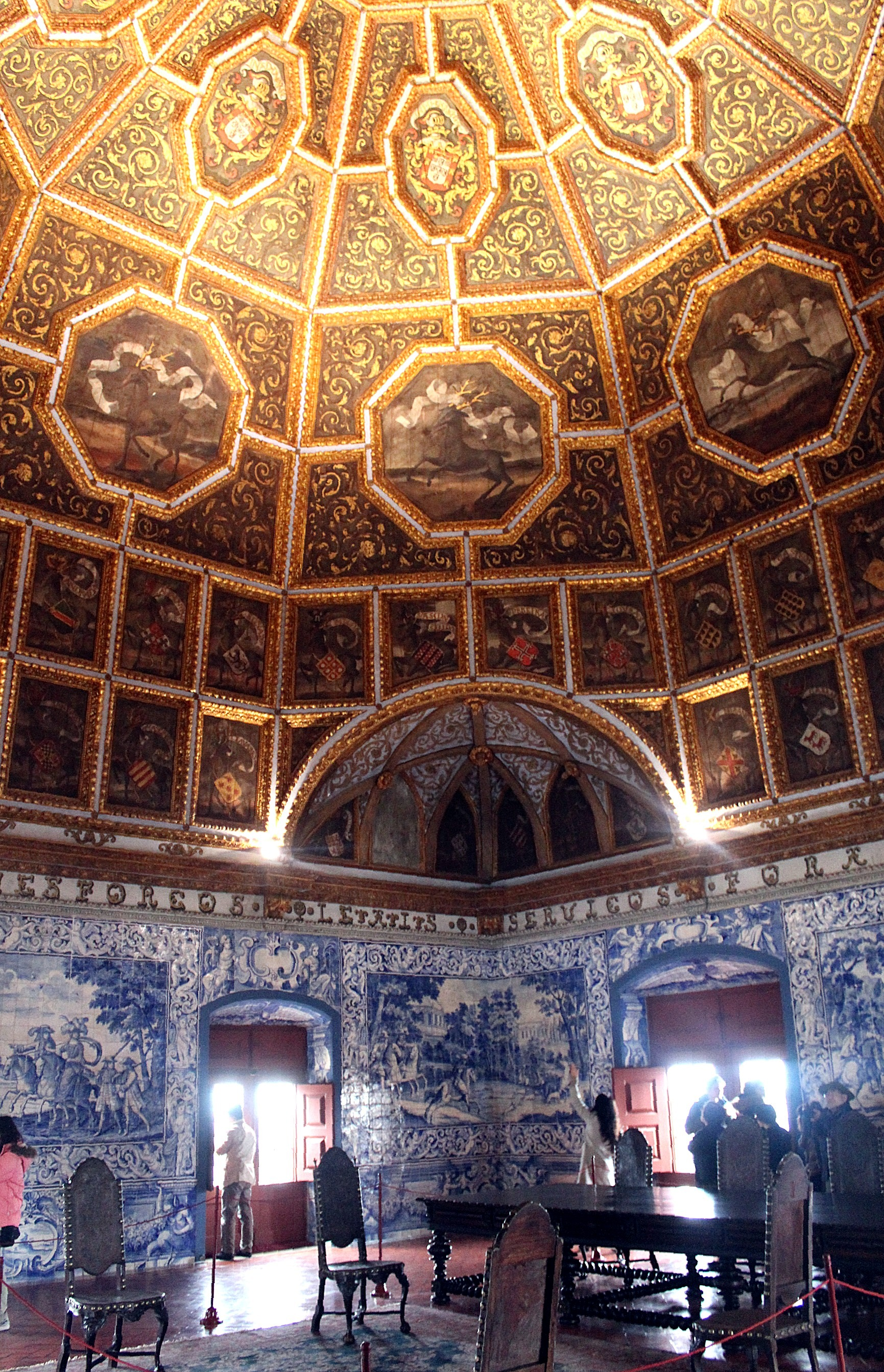
Wappensaal mit der achteckigen, holzgetäfelte Kuppeldecke aus dem 16. Jh. und den Azulejos aus dem 18. Jh.

Der Palácio Nacional de Sintra (auch Palácio Nacional oder Paço Real oder Palácio da Vila genannt, zu Deutsch Nationalpalast von Sintra) ist ein ehemaliger königlicher Palast.

## Geschichtliches
Der bereits im 10. Jahrhundert während der muslimischen Periode als maurischer Alcázar erwähnte Palast befindet sich in der portugiesischen Stadt Sintra und ist mit seinen großen konischen Kamin-Schornsteinen, die sich über der großen Palastküche weithin sichtbar erheben, das Wahrzeichen Sintras. Er war vom 14. bis zum 20. Jahrhundert königliche Sommerresidenz.

## Bauwerk
König Diniz ließ seine Gemächer auf den Fundamenten des Maurenpalastes anlegen und João I. begann Anfang des 15. Jahrhunderts mit dem Bau seiner Sommerresidenz. Manuel I. ließ diesen Bau erweitern und verändern, unter João III. wurden die Räume im 16. Jahrhundert im Stil der Renaissance eingerichtet. Die markanten, weithin sichtbaren konischen Küchenschornsteine wurden erst nach dem Erdbeben von 1755 errichtet. Die vom Erdbeben zerstörten Teile des Palastes wurden weitgehend im alten Stil rekonstruiert. Im 19. Jahrhundert erfuhr die Inneneinrichtung eine vollkommene Umgestaltung. Der Bau präsentiert sich heute als Querschnitt durch die jahrhundertelange portugiesische Stilgeschichte. Die Azulejokunst verdient besondere Beachtung, weil die Entwicklung von den maurischen Ursprüngen bis zur Majolika-Technik des 16. Jahrhunderts sichtbar ist.
Von den zahlreichen königlichen Sälen sind drei besonders bemerkenswert:
Der Saal der Schwäne erstreckt sich entlang der Hauptfront im ersten Obergeschoss. Er wird von einer muldenförmigen Holzdecke abgeschlossen, deren achteckigen Kassetten mit 72 weißen Schwänen ausgemalt sind – eine Hommage Joãos I. an seine Frau Philippa von Lancaster.
Die Decke im Saal der Elstern wird von 136 Elstern geziert. Jede trägt ein Spruchband mit den Worten „por bem“ im Schnabel. Eine bis heute dazu erzählte Geschichte besagt, 136 „elsternhaft“ tratschende Zofen hätten der Königin zugetragen, ihr Gatte habe eine Hofdame geküsst – woraufhin dieser die Entschuldigung „nichts für ungut“ vorgebracht haben soll.
Den imposanten Wappensaal ziert eine achteckige, holzgetäfelte Kuppeldecke. Um das königliche Staatswappen in der Mitte gruppieren sich die Wappen der acht Kinder Manuels I., weiterhin die Wappen von 72 königlichen Familien, deren Position in der Hierarchie sich im Abstand zum königlichen Wappen widerspiegelt.
Der Palast befindet sich heute in Besitz des portugiesischen Staats und wird für touristische und kulturelle Zwecke genutzt. Als Teil der Kulturlandschaft Sintra gehört der Palácio Nacional de Sintra zum UNESCO-Welterbe in Portugal.